# Mousseaux-Neuville
Mousseaux-Neuville település Franciaországban, Eure megyében. Lakosainak száma 641 fő (2022. január 1.). Mousseaux-Neuville Champigny-la-Futelaye, La Couture-Boussey, Foucrainville, Mouettes és Saint-André-de-l’Eure községekkel határos.

## Népesség
A település népességének változása:
| Lakosok száma | 286  | 320  | 437  | 674  | 658  | 656  | 647  | 640  | 634  | 641  |
|               | 1968 | 1982 | 1990 | 2006 | 2013 | 2015 | 2017 | 2019 | 2020 | 2022 |